# Stephen Anderson
Stephen Anderson (Estados Unidos, 10 de abril de 1906-Seattle, 2 de agosto de 1986) fue un atleta estadounidense, especialista en la prueba de 110 m vallas en la que llegó a ser subcampeón olímpico en 1928.

## Carrera deportiva
En los JJ. OO. de Ámsterdam 1928 ganó la medalla de plata en los 110 m vallas, con un tiempo de 14.8 segundos, llegando a meta tras el sudafricano Sidney Atkinson y por delante del también estadounidense John Collier (bronce).